# クリスティーナ・フォンセカ
クリスティーナ・フォンセカ（Cristina Fonseca、1987年11月14日 - ）はポルトガルの技術起業家、エンジェル投資家兼エンジニアで、Talkdeskの創設者の一人としてよく知られている。クラウドベースのヘルプデスクソフトウェア。 2018年10月には10億米ドルを超える。

## 経歴
彼女はリスボンのInstituto SuperiorTécnicoの卒業生で、電気通信とネットワーク工学を学んだ。フォンセカは後にシンギュラリティ・ユニバーシティ でグローバルソリューションプログラムを受講し、人工知能を専門とした。
2016年にフォンセカはエンタープライズテクノロジーカテゴリの下のForbes 30 Under 30リストに掲載され、2017年に彼女は世界経済フォーラム のアジェンダコントリビュータになった。
2018年、フォンセカは、ポルトガルとスペインの初期段階のハイテク中心のスタートアップ企業に投資した最初のポルトガルの民間ベンチャーキャピタルファンドであるIndico Capital Partnersのベンチャーパートナーとなった。